# Provincia de Nord-Trøndelag
Nord-Trøndelag fue una provincia (en noruego: fylke) de Noruega situada en la parte central del país, en el norte del actual condado de Trøndelag. Trøndelag fue dividida en dos provincias administrativas en 1804. En 2016, los consejos de ambas provincias votaron a favor de fusionarse en una sola provincia el 1 de enero de 2018. Tenía una superficie de 22 396 km² y una población de 135 738 habitantes según el censo de 2015. Tenía fronteras con las provincias de Nordland al norte y la antigua provincia de Sør-Trøndelag al sur. La capital era la ciudad de Steinkjer, con 21 650 habitantes en 2015.

## Municipios
| 1. Flatanger 2. Fosnes 3. Frosta 4. Grong 5. Høylandet 6. Inderøy 7. Leka 8. Leksvik 9. Levanger 10. Lierne 11. Meråker 12. Nærøy | 1. Namdalseid 2. Namsos 3. Namsskogan 4. Overhalla 5. Røyrvik 6. Snåsa 7. Steinkjer 8. Stjørdal 9. Verdal 10. Verran 11. Vikna |